# Cinazepam
Il cinazepam è un composto chimico di formula {\displaystyle {\ce {C19H14BrClN2O5}}} che a temperatura ambiente si trova in forma solida.

## Caratteristiche strutturali e fisiche
Il composto presenta le seguenti caratteristiche:
- 7 accettori di legami a idrogeno
- 2 donatori di legami a idrogeno
- 6 legami ruotabili
- superficie polare = 105 Å2
- volume molare = 279,7 ± 7,0 cm3
- pressione di vapore = 0,0 ± 2,1 mmHg a 25°C
- entalpia di vaporizzazione = 101,8 ± 3,0 kJ/mol
- tensione superficiale = 59,7 ± 7,0 dyne/cm
- rifrattività molare = 105,5 ± 0,5 cm3
- polarizzabilità = 41,8 ± 0,5 x 10-24 cm3
- costante della legge di Henry = 9,29e-016  atm-m3/mole

## Reattività e caratteristiche chimiche
Il composto risulta solubile in:
- N,N-dimetilformammide (15 mg/ml)
- dimetilsolfossido (10 mg/ml)
- etanolo (0,2 mg/ml)

Presenta un indice di ritenzione di Kovats stimato pari a 3515.

## Farmacologia e tossicologia

### Farmacodinamica
Il composto agisce come agonista parziale del recettore GABA A. Nel sito presinaptico, 100 e 200 µM di cinazepam facilitano l'assorbimento del trasportatore sinaptico [3H]GABA aumentando sia il tasso iniziale che quello di accumulazione e riducendone i livelli ambientali. Il composto iperpolarizza la membana plasmatica a livello della sinapsi e aumenta l'acidificazione delle vesicole.

### Effetti del composto e usi clinici
Si tratta di uno psicofarmaco della categoria delle benzodiazepine con proprietà ipnotiche, sedative, e ansiolitiche con effetti miorilassanti minimi.

## Impatto ambientale
Il composto presenta un tasso d'idrolisi atmosferica pari a 94,5878e-12 cm3/molecole-sec con un'emivita di 1,357 ore ed un tasso d'idrolisi in ambiente acquatico pari a 6,634e-002 l/mol-sec con un'emivita di 120.916 giorni (pH 8) o 3.310 anni (pH 7). Il coefficiente di assorbimento nel suolo (Koc) è pari a 3215, mentre quello di bioaccumulo è 0,5.